# Radúán Szálhí
Radhouane Salhi (arabul: رضوان صالحي; Szúsza, 1967. december 18. –) tunéziai labdarúgókapus.